# Paula Weishoff
Paula Jo Weishoff, po mężu Hanold (ur. 1 maja 1962 w Los Angeles) – amerykańska siatkarka, dwukrotna medalistka igrzysk olimpijskich.

## Kariera reprezentacyjna
Weishoff była w składach reprezentacji Stanów Zjednoczonych, która zdobywała złote medale na Mistrzostwach Ameryki Północnej, Środkowej i Karaibów w 1981 w Meksyku i 1983 w Indianapolis, brąz na mistrzostwach świata 1982 w Peru oraz srebro na Igrzyskach Panamerykańskich 1983 w Caracas. Wystąpiła na igrzyskach olimpijskich 1984 w Los Angeles jako najmłodsza amerykańska siatkarka. Zagrała wówczas we wszystkich trzech meczach fazy grupowej, wygranym półfinale z Peru i przegranym finale z Chinkami. Po turnieju została wyróżniona przez Amerykański Komitet Olimpijski jako siatkarka roku. W 1986 na igrzyskach dobrej woli zdobyła brązowy medal.
Ponownie w igrzyskach olimpijskich uczestniczyła dwanaście lat później w Barcelonie. Po rozegraniu trzech meczów w fazie grupowej zagrała w wygranym ćwierćfinale z Holandią, przegranym półfinale z Kubą oraz w meczu o brąz, w którym amerykanki pokonały Brazylię. Została wybrana wówczas MVP turnieju olimpijskiego. W 1995 zdobyła brąz podczas Grand Prix w Pekinie. W 1996 po raz kolejny zagrała na igrzyskach olimpijskich, które tym razem odbywały się w Atlancie. Weishoff wystąpiła w pięciu z sześciu meczach fazy grupowej, przegranych pojedynkach w ćwierćfinale z Kubą i o miejsca 5-8. z Koreą Południową oraz zwycięskim meczu o siódme miejsce z Niemkami.

## Kariera klubowa
Na początku swojej kariery Weishoff grała w amerykańskim klubie USC Trojans i włoskim VBC Cassano. W 1985 przeniosła się do zespołu Volley Modena, z którym trzykrotnie zdobywała wicemistrzostwo Włoch, mistrzostwo w Pucharze Challenge (1986/1987) i Pucharze CEV (1987/1988). W latach 1988–1992 występowała w klubie Reggio Emilia. Dwukrotnie wywalczyła z nim wicemistrzostwo Włoch, wygrała Puchar Challenge w sezonie 1988/1989 i zajęła drugie miejsce w Pucharze CEV 1989/1990. W sezonie 1992/1993 ponownie grała w klubie z Modeny. W 1993 przeniosła się do brazylijskiego Leites Nestlé, z którym w sezonie 1994/1995 zdobyła mistrzostwo Brazylii oraz tryumfowała w Klubowych Mistrzostwach Świata. W sezonie 1995/1996 była zawodniczką japońskiego zespołu Hisamitsu Springs.

## Po zakończeniu kariery
W 1997 uzyskała dyplom na Uniwersytecie Południowej Kalifornii. Następnie pracowała jako trenerka drużyn uniwersyteckich – USC (1997-2003), UC Irvine (2009-2015) i Concordia University Irvine (2004-2008, 2015-obecnie). W 2012 była asystentką trenera reprezentacji olimpijskiej, Hugh McCutcheona, która wywalczyła brązowy medal.
W 1998 znalazła się w Volleyball Hall of Fame.